# Oxycoleus carinatipennis
Oxycoleus carinatipennis là một loài bọ cánh cứng trong họ Cerambycidae.